# 남원여자고등학교
남원여자고등학교(南原女子高等學校)는 대한민국 전북특별자치도 남원시 왕정동에 있는 공립 고등학교이다.

## 학교 연혁
- 1955년 5월 17일 : 남원여자고등학교 설립인가(6학급)
- 1971년 3월 1일 : 남원시 광천북길 229-11로 이전
- 1971년 10월 15일 : 15학급 설립 인가
- 2002년 8월 28일 : 18학급 설립인가
- 2012년 6월 15일 : 교과 교실 증축 (3실, 276,48m2)
- 2013년 1월 8일 : 기숙사 숙영관 완공 (연면적 1,273m2, 80명 수용)
- 2013년 7월 24일 : 식생활관 리모델링 완공 (조리실, 식생활관 증축 및 리모델링)
- 2024년 2월 8일 : 제67회 졸업생 115명 졸업 (누계 15,999명)
- 2024년 3월 4일 : 제23대 권미 교장 취임

## 참고 자료
- 남원여자고등학교 - 한국교육학술정보원 학교알리미